# Przełęcz

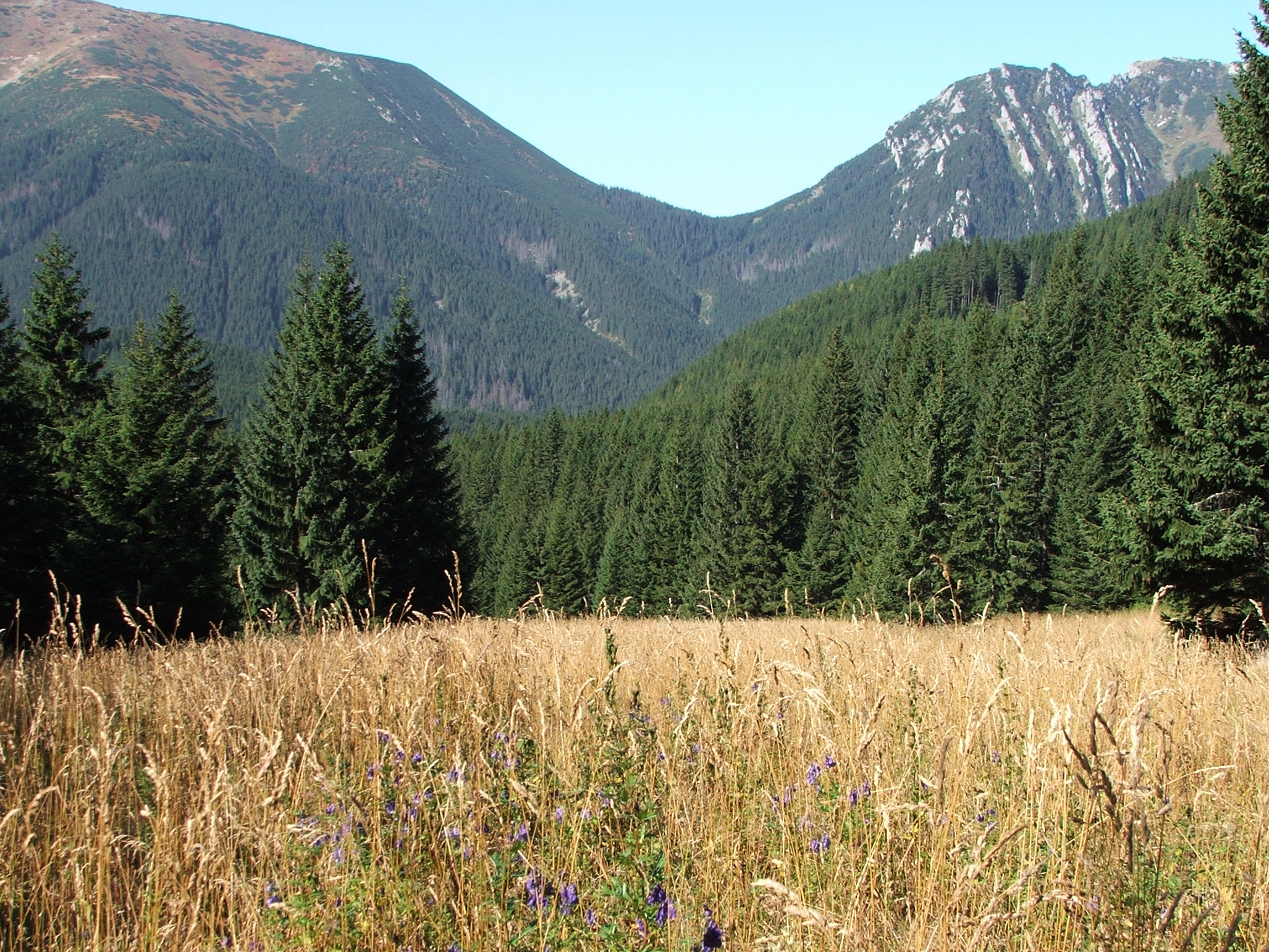
Iwaniacka Przełęcz w Tatrach

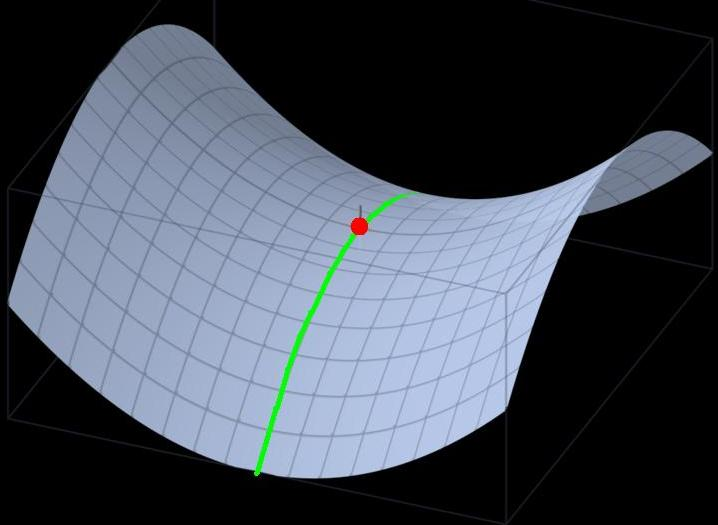
Przełęcz lub punkt siodłowy (czerwony punkt) w grzbiecie między dwiema górami. Zielona linia pokazuje najkrótszą drogę przez przełęcz

Przełęcz – forma ukształtowania terenu, wybitne, poprzeczne obniżenie w przebiegu grzbietu górskiego, lub grani między sąsiednimi szczytami lub turniami. Powstaje w wyniku procesu denudacji mniej odpornych skał budujących stoki. Zazwyczaj przełęcze są najwygodniejszym miejscem do przejścia z jednej doliny do drugiej przez oddzielający je grzbiet.
W geometrii analitycznej odpowiednikiem przełęczy jest punkt siodłowy.
Przełęcz może również oddzielać część grzbietu górskiego, np. masyw górski.
W gwarze podhalańskiej i w słownictwie taterników używane są różne synonimy słowa przełęcz: siodło, siodełko, przełączka, szczerba, szczerbina, szczerbinka, karb, karbik, wrota, wrótka, brama, przehyba, przechód, ławka, zawrat, zawracik, jednakże tylko niektóre z nich odnoszą się do właściwego określenia słowa przełęcz jako wybitnego obniżenia terenu, inne oznaczają niewybitne wcięcia w grani.